# Хрящові риби
Хрящові риби (Chondrichthyes) — клас хребетних. Відомі із середнього девону. Живуть у морі (кілька видів — у прісних водах).
Довжина від 6 см до 20 м. Кістяк хрящовий, часто затверділий (обвапнований). Тіла хребців і ребра є або відсутні. Шкірних кісток немає. Луска, якщо є, плакоїдна. Лопасті плавців підтримуються еластиновими нитками. 5—7 зябрових щілин, що відкриваються назовні, в деяких 4 щілини, прикриті шкірною складкою. Плавального міхура немає. Кишечник зі спіральним клапаном; в серці є артеріальний конус. Анальний і сечостатевий отвори біля основи черевних плавців. Запліднення внутрішнє. Статеві органи в самців (птеригоподії) парні, розвиваються з черевних плавців. Живородні (рідко), яйцеживородні або відкладають великі яйця. Осмотичний тиск внутрішнього середовища в хрящових риб забезпечується головним чином за рахунок сечовини, розчиненої в крові. Порожнинні рідини гіпертонічні стосовно навколишнього середовища. При перенесенні хрящових риб в прісну воду осмотичний тиск крові й інших порожнинних рідин падає і вони швидко гинуть. Прісноводні хрящові риби для збереження високого осмотичного тиску виділяють велику кількість сечі. 

## Склад
Клас Хрящові риби включає 2 підкласи та цілий ряд таксонів викопних риб з точно невизначеним систематичним статусом (incertae sedis):
- Incertae sedis:
  - Родина †Bandringidae
  - Родина †Kathemacanthidae
  - Родина †Palaeospondylidae
  - Родина †Polysentoridae
  - Родина †Protodontidae
  - Родина †Wellingtonellidae
  - Ряд †Altholepidiformes
  - Ряд †Elegestolepidida
  - Ряд †Mongolepidiformes
  - Ряд †Polymerolepidiformes
  - Ряд †Omalodontiformes
  - Ряд †Antarctilamniformes
  - Ряд †Phoebodontiformes
  - Надряд †Cladoselachimorpha
    - Ряд †Cladoselachiformes
    - Ряд †Symmoriiformes

  - Надряд †Ctenacanthimorpha
    - Ряд †Ctenacanthiformes
    - Ряд †Squatinactiformes

  - Надряд †Xenacanthimorpha 
    - Ряд †Bransonelliformes
    - Ряд †Xenacanthiformes
- Підклас Суцільноголові (Holocephali)
- Підклас Пластинозяброві (Euselachii)

2 сучасних підкласи, близько 140 сучасних родів і близько 630 видів.

## Похідні ознаки
Хрящові риби мають ряд прогресивних ознак порівняно з круглоротими та безчерепними:
1. парні грудні та черевні плавці
2. хрящовий внутрішній скелет
3. щелепи
4. внутрішнє запліднення
5. селезінка
6. підшлункова залоза

## Форма тіла та покриви
Форма тіла в акул торпедоподібна, у скатів — сплющена в спинно-черевному напрямі. Є плавці: парні черевні та грудні, непарні спинний і хвостовий. Для хрящових риб характерна плакоїдна луска, що складається з дентинової пластинки, розташованої в дермі, та вкритого тонким шаром емалі зубця, який пронизує епідерміс. Шкіра хрящових риб виділяє слиз, який запобігає проникненню крізь покриви бактерій і зменшує тертя під час руху.

## Скелет
Скелет утворений хрящовою тканиною, часто насиченою солями кальцію, що надає їй міцності. Скелет підрозділяється на хребет, череп, скелет плавців (кінцівок) та їхніх поясів. Хребет складається з хребців, має два відділи: тулубний і хвостовий. Хорда зберігається протягом усього життя у вигляді тонкого тяжа в центрі тіл хребців і заповнює простір між ними. Тіла хребців тулубного відділу утворюють верхні дуги, через які проходить спинний мозок. У хвостовому відділі хребці мають ще нижні дуги, через які проходить хвостова артерія та вена. Хвіст — найрухливіша частина тіла риб, тому його судини потребують захисту від здавлювання.
Череп складається з двох відділів — мозкового та вісцерального. Мозковий череп повністю прикриває головний мозок. Вісцеральний череп утворений зябровими дугами — опорою для дихального апарату, і щелепами — зябровими дугами, видозміненими у зв'язку з активним способом життя.
Пояс передніх кінцівок (плечовий) представлений хрящовою дугою, пояс задніх кінцівок (тазовий) — непарною хрящовою пластинкою. Вільні плавці утворюються з рядів хрящів.

## Мускулатура
Мускулатура хрящових риб складається з окремих поперечносмугастих м'язових сегментів.

## Нервова системайоргани чуття
Головний мозок хрящових риб має ті самі п'ять відділів, що й круглоротих, проте кількість нервових клітин у кожному з них істотно зростає. Великого розвитку досягають передній мозок і мозочок. З органів чуттів провідним є орган нюху. Він складається з парних нюхових мішків, що відкриваються назовні ніздрями. У мішки надходить вода, і розчинені в ній молекули речовин подразнюють чутливі клітини. Очі в акул розвинені добре, дозволяють розрізняти контури предметів на відстані 10—15 м. Орган слуху представлений внутрішнім вухом, орган рівноваги — трьома напівкруглими каналами. Бічна лінія складається зі скупчення чутливих клітин на тулубі та голові. Кожна така клітина має виріст, який сприймає рух води.

## Травна система
Більшість акул — хижаки. Органом захоплення й утримання здобичі є щелепи. Вони наділені кількома рядами гострих зубів різноманітної форми. Якщо один зуб зламається, він замінюється іншим. За своєю природою зуби є збільшеними лусками. З ротової порожнини їжа потрапляє до глотки, яка має зяброві щілини. З глотки харчові частинки рухаються в короткий стравохід і далі в об'ємний шлунок. Тут їжа поволі (до 5 діб) перетравлюється. Далі йде кишечник (тонка, товста та пряма кишки), де відбуваються завершальні етапи травлення і процес всмоктування. Товста кишка має внутрішній виріст — спіральний клапан, що значно збільшує всмоктувальну поверхню. У просвіт кишки відкриваються протоки печінки та підшлункової залози. Неперетравлені залишки через пряму кишку потрапляють у клоаку та виводяться назовні.

## Дихальна система
Органами дихання є зябра. У більшості акул і скатів глотка пронизана п'ятьма парами зябрових щілин. Кожна щілина утворена зябровою перегородкою, прикріпленою до відповідної хрящової зябрової дуги. Зябра являють собою зяброві пелюстки, розташовані по обидва боки від зябрової перегородки. Вода постійно омиває зяброві пелюстки, густо обплетені капілярами.

## Кровоносна система
Кровоносна система замкнена. Серце велике, складається з одного передсердя та шлуночка з товстими м'язовими стінками. До передсердя примикає венозний синус (у круглоротих відсутній), куди збирається венозна кров із усього організму. Як і в круглоротих, через серце хрящових риб проходить тільки венозна кров. Скороченнями шлуночка вона просувається до капілярів зябер, де збагачується киснем. Далі кров збирається в спинну аорту й розноситься нею по всьому тілу. У хвостовому відділі вона входить у канал, утворений нижніми дугами хребців, і називається хвостовою артерією.

## Видільна система
Система виділення хрящових представлена парою тулубних нирок. Кожна нирка містить безліч
нефронів, що складаються з капсули та канальців. У нефроні відбувається фільтрація та реабсорбція потрібних організму речовин. Канальці зливаються з утворенням сечоводу, який відкривається в клоаку.

## Статева систематарозвиток
Статеві залози парні. У самців сім'яники мають власні вивідні протоки — сім'япроводи, які відкриваються в клоаку. Черевні плавці у самців акул виконують функцію копулятивного органа. У самок яйцеклітини з яєчника потрапляють в яйцепроводи, де й відбувається внутрішнє запліднення. Яйця відкладаються на різні субстрати; у більшості видів вони добре захищені: проходячи яйцепроводами, запліднена яйцеклітина одягається шкаралупою. Це дає можливість хрящовим відкладати невелику кількість яєць (1—10), збагачених жовтком.
Розвиток прямий. Іноді спостерігається яйцеживородіння (у катрана), коли ембріон розвивається за рахунок запасів яєчного жовтка, але в яйцепроводах матері. Деякі види (скат-хвостокіл, акула-молот) є живородящі. У них утворюються вирости яйцепроводу, через які зародок одержує поживні речовини з організму матері.

## Екологіята різноманітність
Описано близько 350 видів акул, розміром від 15 см (плоскохвоста акула) до 15—20 м (китова акула). Акули значно поширені в морях і океанах, зустрічаються навіть у прісній воді. Більшість — хижаки, але китова та велетенська акули живляться тільки планктоном. Акули не мають плавального міхура і повинні весь час плисти, щоб не потонути. Крім того, тільки за досить великої швидкості їхні зябра омиваються необхідною для дихання кількістю води. У сучасних дослідженнях називається 50 видів акул, потенційно небезпечних для людини